# گوراژده (برانه)
گوراژده (به لاتین: Goražde) یک منطقهٔ مسکونی در مونته‌نگرو است که در شهرداری برانه واقع شده‌است. گوراژده ۴۲۳ نفر جمعیت دارد.